# 大干镇
大干镇，是中华人民共和国福建省南平市顺昌县下辖的一个乡镇级行政单位。

## 行政区划
大干镇下辖以下地区：
宝山社区、大干村、白石村、仙潭村、富文村、连坊村、良坊村、余富村、干山村、武坊村、土垄村、来布村、慈悲村和甲头村。

## 中国传统村落
2012年，上湖村被评为首批“中国传统村落”。